# Лидо ди Тарквинија (Витербо)
Лидо ди Тарквинија је насеље у Италији у округу Витербо, региону Лацио.
Према процени из 2011. у насељу је живело 627 становника. Насеље се налази на надморској висини од 0 м.